# Pedro Morán (médico chileno)
Pedro Morán (Talca, Imperio español, 1770-Santiago, 19 de diciembre de 1839) fue un médico y político chileno, siendo el primer profesor de anatomía, fisiología e higiene de la república.  

## Vida
Nació en plena Colonia, cincuenta años antes de la declaración de la Independencia, era pobre y de una familia sin antecedentes de hidalguía.Huérfano de padre, desde muy niño, tuvo que entrar en la lucha por la vida para socorrer a su familia.
Para estudiar medicina, era entonces difícil procurarse libros y encontrar maestros; su pobreza hacía aún más difícil la situación; necesitó trabajar, para poder vivir y estudiar.

### Formación médica y trabajo
En estas circunstancias de vida, aún adolescente se trasladó a Santiago, comenzó sirviendo en el Hospital San Juan de Dios como flebótomo; esto lo puso en contacto diario con los enfermos y los médicos, y así fue acumulando los conocimientos y experiencia necesarios que prestaría sus servicios en el futuro al ejército. Y al lado del Fray Pedro Manuel Chaparro se inició en el conocimiento de la anatomía, fisiología y patología clínica, adquiriendo además nociones de cirugía con el doctor Juan Isidro Zapata.También fueron sus profesores en el hospital los doctores Sierra y Rios.Gracias a su extraordinaria inquietud intelectual estudió los textos clásicos de medicina, para lo cual se había preparado aprendiendo latín, francés e inglés.
La escasa retribución de sus servicios en el hospital, no le alcanzaba para las necesidades del hogar, por lo que tuvo que ejercer de ambulante, aquel humilde oficio, según lo dice el Dr. Semir, en sus apuntes sobre la enseñanza de la medicina en Chile.
En 1813 se incorporó al ejército de José Miguel Carrera en calidad de cirujano militar. Dilijente y entusiasta formó en Talca, el centro de sus trabajos, durante el año que permaneció, trabajando en el Hospital Salvador de la ciudad, organizando el servicio sanitario castrense (hospitales, ambulancias, y elementos sanitarios de campaña).Fue nombrado cirujano mayor del ejército de Talca; tenía entonces más de 40 años.  
En el Combate de Cancha Rayada de 1814, cayó entre los patriotas prisioneros, en cuyas filas fue obligado a servir como cirujano, después de este desastre pudo huir, pero se resistió a abandonar a sus enfermos. Los pactos de Gaínza le abrieron más tarde su prisión; volvió entonces a ocupar su puesto en el ejército y a prestar sus servicios en las ambulancias patriotas.
En octubre del mismo año, cayó en el desastre de Rancagua, fue herido y hecho prisionero. Durante la Reconquista, el general y gobernador español Mariano Osorio, que estimaba sus talentos, lo destinó al servicio de los hospitales militares, dejándole cierta libertad, que aprovechó, no sólo para continuar completando sus estudios, sino también para servir en todo, a los patriotas prisioneros. Ayudó a huir a su compatriota el general Calderón que sufría los rigores de la prisión. Este acto le costó un consejo de guerra, y hubiera sido ejecutado con pena capital, si el gobernador de los Andes, don Juan Romero, no hubiera protegido su evasión a las provincias de Cuyo, en pago de antiguos e importantes servicios profesionales.
Tuvo que escapar a Argentina y regresó a Chile, con la entrada victoriosa del ejército de los Andes. Volvió a su patria, a su hospital y a sus estudios. Después de la batalla de Chacabuco, curó, gratuitamente, a los heridos refugiados en el hospital de San Ignacio.
Ya en 1821 se encontraba en condiciones de presentarse al protomedicato solicitando el título de médico.El Dr. Grajales fiscal de dicho tribunal, pidió la nulidad del diploma, por considerarlo basado en leyes caducas y por dudar de la legitimidad de su nacimiento. Este enojoso incidente dio lugar a un proceso, mandado instruir por el Intendente Lastra, el cual terminó favorablemente para Morán, con el apoyo del Dr. Oliva, y después de haber comprobado que su sangre era limpia, y digno su nombre para poseer un título profesional.El cual le fue concedido, en definitiva, el año 1823.

### Últimos años de vida
Fue diputado en las Asambleas Provinciales de 1831, Asamblea Provincial de Santiago, 13 de marzo de 1831 - marzo de 1833.
Comenzó a dar clases privadas en 1826, las cuáles fueron alabadas y, por su fama y desempeñó, fue convocado en 1833 para la Escuela de Medicina, donde es nombrado profesor en el primer curso que se organizó; siendo el primer profesor de anatomía, fisiología e higiene cuyas clases serían impartidas en las instalaciones del Instituto Nacional. Al momento de constituirse la Escuela, era uno, de los tres únicos médicos chilenos profesionales. Los otros dos eran Eusebio Oliva (presidente del protomedicato desde 1819 hasta 1826) y Arias.
Ya había envejecido y en 1834 se vio obligado a pedir auxilio para el ramo que enseñaba. Cinco años más tarde, sus fuerzas visiblemente declinaban, y para no alejarse definitivamente de su clase, hacía que su hijo Bartolomé lo reemplazara. Falleció aproximadamente, a los 69 años de edad, en 1839.
Entre los roles que le tocó desempeñar, se pueden resumir en: Cirujano del Ejército Patriota, Secretario de la Inspección General de Medicina, Miembro de la Sociedad Médica, Secretario del Protomedicato, Médico de Hospitales y de Vacuna, Profesor de Anatomía y Fisiología y Fundador de la Escuela de Medicina.